# Osmorhiza brachypoda
Osmorhiza brachypoda är en flockblommig växtart som beskrevs av John Torrey och Elias Magloire Durand. Osmorhiza brachypoda ingår i släktet Osmorhiza och familjen flockblommiga växter. Inga underarter finns listade i Catalogue of Life.